# Помпаж (авіація)

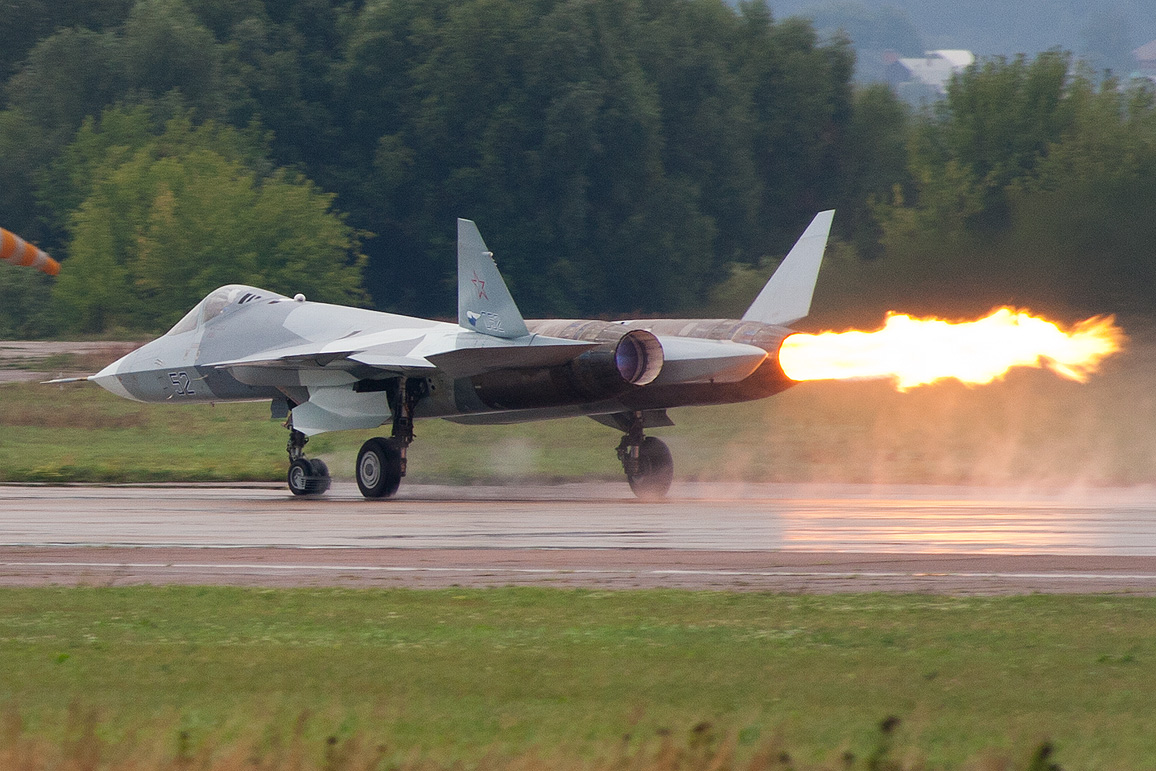
Помпаж одного з двигунів Сухой ПАК ФА на МАКС-2011

Помпаж (фр. pompage) — зривний режим роботи авіаційного турбореактивного двигуна, порушення газодинамічної стійкості його роботи, що супроводжується ударами в повітрозабірнику через протік газів, димленням вихлопу двигуна, різким падінням тяги і потужною вібрацією, яка здатна зруйнувати двигун. Повітряний потік, що оточує лопатки робочого колеса, різко змінює напрямок, і всередині турбіни виникають турбулентні завихрення, а тиск на вході компресора стає рівним або більшим, ніж на його виході.

## Загальні відомості
Залежно від типу компресора помпаж може виникати внаслідок потужних зривів потоків повітря з передніх кромок лопаток робочого колеса і лопаткового дифузора або ж зриву потоку з лопаток робочого колеса і спрямного апарату.
Основним способом боротьби з помпажем є застосування декількох співвісних валів у двигуні, що обертаються незалежно один від одного з різними швидкостями обертання. Кожен з валів несе частину компресора і частину турбіни. Перша (від повітрозабірника) частина компресора (компресор низького тиску) з'єднується з останньою частиною турбіни (турбіна низького тиску). Сучасні двигуни мають в середньому близько трьох валів. Вали вищого тиску обертаються з вищими швидкостями. Крім цього для запобігання помпажу в авіаційних реактивних двигунах передбачають поворотні лопатки спрямного апарату компресора (характерно для двигунів КБ А. М. Люльки) і перепускні повітряні клапани, які скидають надлишковий тиск на проміжних ступенях компресора двигуна.
Робота двигуна в режимі помпажу швидко призводить до його руйнування через недопустиме підвищення температури газів перед турбіною і втрати міцності її лопаток, тому при його виникненні двигун повинен бути переведений в режим «малий газ» (на якому помпаж зникне сам собою) або бути відключеним. Зростання температури газів може досягати декількох сотень градусів у секунду, і час ухвалення рішення екіпажем обмежений. На сучасних двигунах передбачена протипомпажна автоматика, що забезпечує автоматичне, без участі екіпажу, усунення помпажу шляхом виявлення помпажних явищ через вимірювання тиску і пульсацій тиску на різних ділянках газоповітряного тракту; короткочасне (на частки секунди) зниження або переривання подачі палива, відкриття пропускних заслінок і клапанів, увімкнення апаратури запалювання двигуна, відновлення подачі палива та відновлення режиму роботи двигуна.
Встановлюється сигналізація на приладових дошках екіпажу і проводиться запис в бортових реєстраторів параметрів польоту.

## Причини виникнення
Помпаж викликається сильними відхиленнями в роботі двигуна від розрахункових режимів:
- виведення літака на закритичні кути атаки
- руйнування і відрив лопаток робочого колеса (наприклад, через старість)
- потрапляння у двигун стороннього предмета (птахи, снігу, фрагмента бетонного покриття ЗПС)
- попадання в повітрозабірник порохових газів при стрільбі з гармат або пусках ракет на бойових літаках
- попадання в повітрозабірник поздовжнього вихору
- зношення або забруднення компресора компонентами, що призводить до ерозії лопаток, ущільнень або впорскувальних клапанів. Навіть пил і бруд в компресорі може зменшити його ефективність і призвести до помпажу, якщо забруднення досить серйозні.

А також:
- помилками, допущеними при проєктуванні або збоями в роботі системи управління двигуна та (або) керованого повітрозабірника;
- сильним боковим вітром при запуску двигуна на аеродромі (ранні моделі двигунів JT-9D);
- низьким тиском навколишнього повітря (в жарку погоду в горах).

## Фактори, що підвищують навантаження на компресор
- Екстремальні маневри в польоті результаті розділення повітря в повітрозабірнику двигуна. Політ в умовах обмерзання, де лід може накопичуватися в повітрозабірнику або компресорі. Тяга двигуна занадто висока для даної висоти.
- Двигун працює за межами визначених параметрів конструкції. Наприклад, різке збільшення тяги двигуна викликає невідповідність в роботі деталей двигуна. (Поява знижується за рахунок використання сучасних електронних блоків управління.)
- Турбулентне або гаряче повітря на вході в двигун. Наприклад, використання реверсу тяги на низьких швидкостях руху, внаслідок повторного прийому гарячого турбулентного повітря, або для військових літаків, потрапляння гарячого вихлопу газів з реактивного вихлопу ракет.
- Зношення або забруднених деталей двигуна. Наприклад, малоефективне дистанційне керування або турбіна в двигуні може привести до невідповідностей в роботі двигуна й що в наслідку підвищує ймовірність зриву.

## Різне
Одним з перших термін помпаж по відношенню до реактивного двигуна застосував академік Б. С. Стечкин в 1946 році.